# Scuticaria tigrina

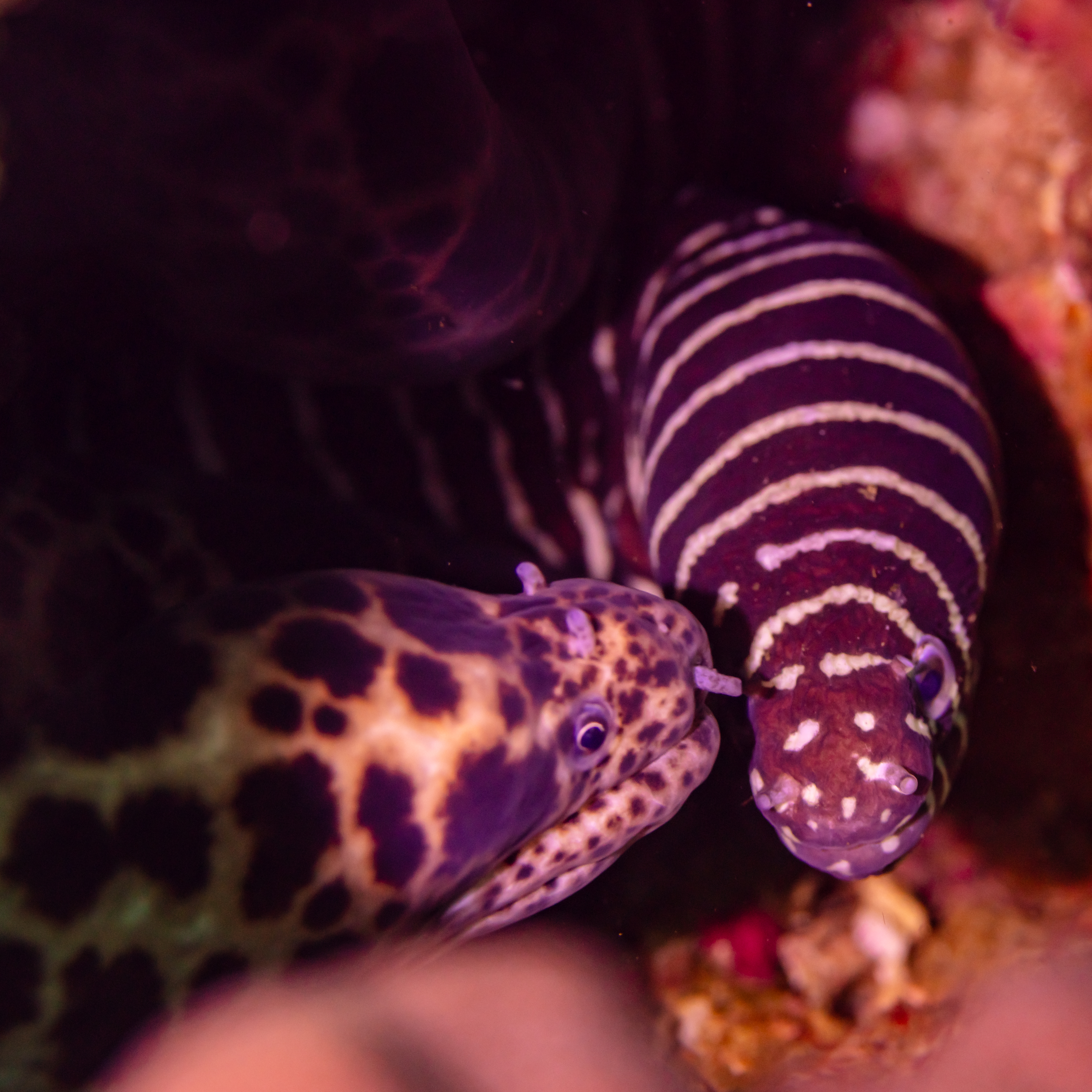
Morena atigrada con una morena cebra (Gymnomuraena zebra) en las islas Ad Dimaniyat (Omán).

Scuticaria tigrina es una especie de pez de la familia de los morénidas en el orden de los Anguilliformes.

## Morfología
Los machos pueden llegar a alcanzar los 120 cm de longitud total.

## Distribución geográfica
Se encuentra desde el África Oriental hasta las Islas de la Sociedad, las Filipinas, Taiwán y Hawái. También en México (incluyendo las Islas Revillagigedo), Costa Rica y Panamá.